# Finale della Coppa delle Coppe 1978-1979
La finale della 19ª edizione della Coppa delle Coppe UEFA è stata disputata il 16 maggio 1979 al St. Jakob Stadium di Basilea tra Barcellona e Fortuna Düsseldorf. All'incontro hanno assistito circa 58 000 spettatori. La partita, arbitrata dall'ungherese Károly Palotai, ha visto la vittoria per 4-3, ai tempi supplementari, del club spagnolo.

## Il cammino verso la finale
Il Barcellona di Joaquim Rifé (subentrato a Lucien Muller) esordì contro i sovietici dello Šachtar battendoli col risultato complessivo di 4-1. Agli ottavi di finale i belgi dell'Anderlecht vinsero a Bruxelles 3-0 e persero a Barcellona col medesimo risultato; ai tiri di rigore ebbero la meglio i catalani. Ai quarti i Blaugrana affrontarono gli inglesi dell'Ipswich Town, passando il turno solo grazie alla regola dei gol fuori casa in virtù della sconfitta esterna per 2-1 e della vittoria casalinga per 1-0. In semifinale un'altra squadra belga, il KSK Beveren, si arrese agli spagnoli perdendo sia all'andata che al ritorno 1-0.
Il Fortuna Düsseldorf di Hans-Dieter Tippenhauer iniziò il cammino europeo contro i rumeni della FCU Craiova battendoli col risultato complessivo di 5-4. Agli ottavi gli scozzesi dell'Aberdeen furono sconfitti col risultato totale di 3-2 (vittoria 3-0 in Germania Ovest e sconfitta 0-2 in Scozia). Ai quarti di finale i Flingeraner affrontarono gli svizzeri del Servette, passando il turno solo grazie alla regola dei gol fuori casa in virtù del pari esterno per 1-1 e di quello casalingo a reti inviolate. In semifinale i cecoslovacchi del Baník Ostrava persero all'andata 3-1 e vinsero, inutilmente, 2-1 il retour-match.

## La partita
A Basilea va in scena la finale tra il Barcellona, capace di eliminare i campioni in carica dell'Anderlecht, e il Fortuna Düsseldorf, alla prima finale europea. I tedeschi occidentali partono sfavoriti e al quinto minuto sono già sotto di una rete. Passano solo tre minuti e Thomas Allofs pareggia, facendo capire che la squadra non è lì da spettatrice. Alla mezz'ora il talentuoso Juan Manuel Asensi riporta il Barça in vantaggio, ma sul finire del primo tempo giunge il 2-2 di Wolfgang Seel. Non ci sono altri gol nella ripresa e la partita si protrae ai supplementari. A due minuti dal termine della prima frazione Carles Rexach fa esplodere i tifosi azulgrana e la rete di Hans Krankl sembra chiudere la contesa. Dopo cinque minuti, invece, ancora Seel accorcia le distanze e fino all'ultimo minuto il Fortuna prova a guastare la festa del Barcellona, che però porta a casa la prima Coppa delle Coppe.

## Tabellino
| Arbitro: | Károly Palotai |

|                                               |           |                             |
| Sánchez 5’ Asensi 34’ Rexach 103’ Krankl 111’ | Marcatori | 8’ T. Allofs 41’, 114’ Seel |

| Barcellona | Fortuna Düsseldorf |

| Barcellona:   |    |                    |     |     |
|               |    |                    |     |     |
| P             | 1  | Pedro Artola       |     |     |
| D             | 2  | Rafael Zuviría     |     |     |
| D             | 3  | Migueli            |     |     |
| D             | 4  | Quique Costas      |     | 66’ |
| D             | 5  | José Albaladejo    | 10’ | 57’ |
| C             | 8  | Tente Sánchez      |     |     |
| C             | 6  | Johan Neeskens     | 60’ |     |
| C             | 10 | Juan Manuel Asensi |     |     |
| A             | 7  | Carles Rexach      |     |     |
| A             | 9  | Hans Krankl        |     |     |
| A             | 11 | Francisco Carrasco |     |     |
| Sostituzioni: |    |                    |     |     |
| D             | 12 | Jesús de la Cruz   |     | 57’ |
| C             | 14 | Francisco Martínez |     | 66’ |
| Allenatore:   |    |                    |     |     |
| Joaquim Rifé  |    |                    |     |     |

| Fortuna Düsseldorf:     |    |                 |     |     |
|                         |    |                 |     |     |
| P                       | 1  | Jörg Daniel     |     |     |
| D                       | 5  | Heiner Baltes   |     |     |
| D                       | 3  | Gerd Zewe       |     |     |
| D                       | 4  | Gerd Zimmermann | 47’ | 81’ |
| D                       | 2  | Dieter Brei     |     | 25’ |
| C                       | 6  | Egon Köhnen     |     |     |
| C                       | 7  | Hubert Schmitz  |     |     |
| C                       | 9  | Rudi Bommer     |     |     |
| A                       | 8  | Thomas Allofs   |     |     |
| A                       | 10 | Klaus Allofs    |     |     |
| A                       | 11 | Wolfgang Seel   |     |     |
| Sostituzioni:           |    |                 |     |     |
| C                       | 13 | Josef Weikl     |     | 25’ |
| A                       | 12 | Flemming Lund   |     | 81’ |
| Allenatore:             |    |                 |     |     |
| Hans-Dieter Tippenhauer |    |                 |     |     |